# Jožef Ficko (pisatelj)
Jožef Ficko (madžarsko Ficzkó József) rimskokatoliški duhovnik in pisatelj, slovenskega rodu, pisal je v hrvaščini (gradiščanščini). * Boriče (Boreča), 15. marec 1772; † Prisika, 28. november 1843.
Rodil se je v Slovenski okroglini (danes je Prekmurje in Slovensko Porabje) očetu Miklošu in materi Heleni (Jelena) Ficko. Župnikoval je na Prisiki (Peresznye). Svoja dela je pisal za sombotelske in gjurske hrvate. Ficko je svoje knjige samo po madžarski ortografiji pisal in odklonil Gajico. Ficko je predelal molitvenik Lovrenca Bogovića Hizsa zlata. Bogović je služil nekoč med porabskimi Slovenci.
Stite tako marlyivo ove Kynige, neche vam zsal biti, ar ako va nyi zaperti nauk k-ſzerczu zimali budete, ochete dobri Bogu, i lyudem dragi poſztati. Neche vam zsal biti zanu malu czénu, za ku ſze kupit moru, i tako malo pinéz nigdar bolye uhaſznovitit nemorete. Bog neka vaſz sztalno va szvojoi Szvétoi Kerſchanſzko. – Katholicsanſzkoi veri obderzsi, neka vaſz on ſzvojum ſzvétom miloſchum pohodi; preſzviti, podpira, i ujacsa, da naſzledovajuchi ovden zaperte nauke nigda vekovecsni zsitak dobenete. Ako zmed naſsega maloga ſerega neg jedan krez va ovi Knyigah zaperti, i popiſzan nauk ſze z-griſznoga zsitka zbudi, k-Bogu ſze poverne, i nigda zsitak vekovecsni dobene, tako oche szvoje trude obilno nadoplachene znati.
Ficko je vztrajal pri gradiščanskem jeziku. Jezik njegovih knjig je prisičko-čakavski govor gradiščanščine, ki ga je bogatil s prekmurskimi, slovenskimi ter kajkavskimi besedami. Raziskovalci so stike dokazali med biblijskimi prevodi Štefana in Mikloša Küzmiča ter Fickojevim Kratkim preglédom. Njegove knjige so bile razširjene tudi med ogrskimi Slovenci (posebno na Goričkem in v Porabju).

## Dela
- Katekizmus (Katekizem)
- Kratak pregléd sztaroga i nóvoga Testámenta, Šopron 1824. (Kratek pregled Stare in Nove zaveze)
- Hizsa zlata (Zlata hiša)